# Valea lui Mihai
Valea lui Mihai (en húngaro: Érmihályfalva) es una ciudad de Rumania en el distrito de Bihor.

## Geografía
Se encuentra a una altitud de 130 m s. n. m. a 609 km de la capital, Bucarest.

## Demografía
Según estimación 2012 contaba con una población de 11 047 habitantes. La mayoría es de origen húngaro.
| 1948 | 1956 | 1966 | 1977 | 1992   | 2002   | 2012   |
| s/d  | s/d  | s/d  | s/d  | 10 505 | 10 324 | 11 047 |